# São Miguel das Missões (miasto)
São Miguel das Missões – miasto w Brazylii, w stanie Rio Grande do Sul. W 2010 roku liczyło 7421 mieszkańców.